# Полет 2069 на „Бритиш Еъруейс“
Полет 2069 на „Бритиш Еъруейс“ е редовен международен пътнически полет от летище Гетуик, Хорли, Великобритания, до международното летище „Джомо Кениата“, Найроби, Кения, управляван от „Бритиш Еъруейс“. На 29 декември 2000 г. на борда на самолета „Боинг 747-436“, който изпълнява полета, възниква ситуация, в която психично болен пътник на име Пол Мукони нахлува в пилотската кабина и се опитва да отвлече самолета, на борда на който има 398 пътници и екипаж. Капитан Уилям Хейгън и екипажът му успяват да задържат нападателя, след като автопилотът е изключен, а първият офицер Фил Уотсън поема контрола над машината и връща ситуацията под контрол.
Силните промени на височината по време на инцидента довеждат до леки наранявания сред четирима пътници, а един от кабинния екипаж е със счупен глезен. След кацане в Найроби похитителят незабавно е прехвърлен на властите. Действията веднага след задържането са заснети на видео от сина на английския музикант Брайън Фери, който е на борда на самолета с баща си.
След инцидента част от екипажа получава различни награди за действията си. Група от 16 американски пътници уреждат многомилионно дело срещу „Бритиш Еъруейс“. На британските пътници е предложена компенсация от 2000 британски лири и безплатен билет за всеки от тях.